# Leslie Lewis (sprinter)
Leslie Lewis (Chertsey, Reino Unido, 26 de diciembre de 1924-7 de abril de 1986) fue un atleta británico especializado en la prueba de 4x400 m, en la que consiguió ser campeón europeo en 1950.

## Carrera deportiva
En el Campeonato Europeo de Atletismo de 1950 ganó la medalla de oro en los relevos de 4x400 metros, llegando a meta en un tiempo de 3:10.2 segundos que fue récord de los campeonatos, por delante de Italia y Suecia (bronce).